# Жанатай
Жанатай (каз. Жаңатай) — село в Амангельдинском районе Костанайской области Казахстана. Входит в состав Кабыргинского сельского округа. Находится примерно в 18 км к югу от села Амангельды. Код КАТО — 393453400.

## Население
В 1999 году население села составляло 113 человек (66 мужчин и 47 женщин). По данным переписи 2009 года, в селе проживали 104 человека (57 мужчин и 47 женщин).